# Croton priorianus
Espèce
Classification APG III (2009)
Croton priorianus est une espèce de plantes à fleurs du genre Croton et de la famille des Euphorbiaceae, présente en Jamaïque.